# ルート・ヴァルトブルゲール
ルート・ヴァルトブルゲール/ヴァルトブルガー（Ruth Waldburger、英語読みでルース・ウォルドバーガーとも、1951年4月25日 -）は、スイスの映画プロデューサー。映画製作会社「ヴェガ・フィルム」社と「アッヴェントゥーラ・フィルム」社の代表。

## 来歴・人物
1951年、ヘリザウで生まれる。1979年、スイスでアラン・タネール監督の作品を手がけるプロデューサー、イヴ・ガセールとイヴ・ペイロのもとで、映画『メシドール』の現場の製作主任として映画界でのキャリアをはじめる。1982年、ジャン＝リュック・ゴダール監督の『パッション』の現場の製作を手がける。
1988年、映画製作会社「ヴェガ・フィルム」社を設立、設立第1作はドキュメンタリー映画『Bailey House: To Live as Long as You Can』に単独出資した。同年、日本でも公開された映画『キャンディ・マウンテン』をプロデュースする。
1990年、「サラ・フィルム」社を率いるアラン・サルドプロデュースによるゴダールの監督作『ヌーヴェルヴァーグ』に「ヴェガ・フィルム」社として共同出資に参加、製作主任として撮影に参加する。ついで1993年、「JLGフィルム」社との共同でゴダールの監督作『子どもたちはロシア風に遊ぶ』を製作。本作は撮影監督カロリーヌ・シャンプティエが製作主任も助監督もつとめた少数精鋭スタッフによる作品。出演も俳優のラズロ・サボ、映画批評家のベルナール・エイゼンシッツ、映画監督アンドレ・S・ラバルトとゴダールの古くからのつきあいの人物だけによる60分の映画であった。これを機に、1990年代以降のゴダール作品、『フォー・エヴァー・モーツァルト』（1996年）、『愛の世紀』（2001年）、『アワー・ミュージック』（2004年）と出資を重ね、そのさいにはつねにアラン・サルドとともにプロデューサーもつとめている。
1996年、映画製作会社「アッヴェントゥーラ・フィルム」社を設立。
テレヴィジョン・スイス＝ロマンド（TSR）からの出資を仰ぎつつ、新人監督への出資とプロデュースを得意とする。特定の監督とはほとんど1作きりしかつきあわないなかで、ゴダールへの出資とプロデュースが目立っている。

## フィルモグラフィー

### プロデューサー
- Bailey House: To Live as Long as You Can　ドキュメンタリー　1988年　監督・脚本アラン・クレイラー、脚本リシャール・ダンド　米スイス合作　製作ヴェガ・フィルム
- キャンディ・マウンテン Candy Mountain　1988年　監督ロバート・フランク、共同監督・脚本ルディ・ワーリッツァー　スイス仏カナダ合作　共同製作フィルムA2、レ・フィルム・プラン・シャン、レ・フィルム・ヴィジョン4、ラインハルト、TSプロデュクション、テレヴィジオーネ・スイス・イタリアーナ（TSI）、テレヴィジョン・スイス＝ロマンド（TSR）、ザナドゥ・フィルム
- Le Cri du lézard　1991年　監督ベルトラン・テューベ　仏スイス合作
- ジョニー・スエード Johnny Suede　1991年　監督・脚本トム・ディチロ　仏米スイス合作　共同製作アリーナ、バルタザール・プロデュクシオン、スター、ヴェガ・フィルム
- 子どもたちはロシア風に遊ぶ Les Enfants jouent à la Russie　1993年　監督ジャン＝リュック・ゴダール　フランス映画　共同製作ヴェガ・フィルム、JLGフィルム
- Büvös vadász（Magic Hunter）　1994年（共同プロデューサー）　監督イルディゴ・エニエディ、製作総指揮デヴィッド・ボウイ　ハンガリー仏スイス合作　共同製作ブダペスト・フィルムスタジオ、UGC、ヴェガ・フィルム
- サタンタンゴ Sátántangó（Satan's Tango） 1994年　監督タル・ベーラ　ハンガリー独スイス合作　共同製作マフィルム、ヴェガ・フィルム、フォン・フィーティンクホーフ・プロドゥクツィオーン
- パリ、18区、夜。 J'ai pas sommeil　1994年（共同プロデューサー）　監督・脚本クレール・ドニ　仏スイス合作　共同製作アゴラ・フィルム、アレナ・フィルム、フランス3シネマ、レ・フィルム・ド・マンディフ、M6フィルム、オルサン、ピラミード・プロデュクシオン、ヴェガ・フィルム
- フォー・エヴァー・モーツァルト For Ever Mozart　1996年（製作総指揮）　監督ジャン＝リュック・ゴダール　共同製作アッヴェントゥーラ・フィルム、カナル・プリュス、欧州ローヌ＝アルプ映画センター、CNC、DFI、ユリマージュ、フランス2シネマ、ペリフェリア、ローヌ＝アルプ・フィルム、テレヴィジョン・スイス＝ロマンド（TSR）、ヴェガ・フィルム
- Katzendiebe　1996年　監督マルクス・インボーデン　スイス映画　共同製作ヴェガ・フィルム、テレヴィジョン・スイス（DRS）、テレクラブ
- 恋するシャンソン On connaît la chanson　1997年（協力プロデューサー）　監督アラン・レネ　米仏スイス合作　共同製作アーリア・フィルム、アレナ・フィルム、カメラ・ワン、カナル・プリュス、コフィマージュ9、欧州共同製作基金、フランス2シネマ、グリーンポイント・フィルムズ、ソフィニューロップ、テレヴィジョン・スイス（DRS）、ヴェガ・フィルム
- F. est un salaud　1998年　監督マルセル・ジスレ、プロデューサー:ピエール＝アラン・シャッツマン　仏スイス合作　共同製作ヴェガ・フィルム、アッヴェントゥーラ・フィルム、アレナ・フィルム
- ポーラX Pola X　1999年（共同プロデューサー）　監督レオス・カラックス　日独仏スイス合作　共同製作アレナ・フィルム、カナル・プリュス、デゲト・フィルム、ユーロスペース、フランス2シネマ、ラ・セット＝アルテ、パンドラ・フィルムプロドゥクツィオーン、ポーラ・プロデュクシオン、テオ・フィルム、テレヴィジョン・スイス＝ロマンド（TSR）、ヴェガ・フィルム
- 人生なんて怖くない La Vie ne me fait pas peur　1999年　監督ノエミ・ルヴォヴスキ　仏スイス合作　共同製作アレナ・フィルム、カナル・プリュス、ラ・セット＝アルテ、テレヴィジオーネ・スイス・イタリアーナ（TSI）、ヴェガ・フィルム
- Komiker（Comedian）　2000年　監督マルクス・インボーデン　スイス映画　製作ヴェガ・フィルム
- そして愛に至る Après la réconciliation　2000年　監督・脚本アンヌ＝マリー・ミエヴィル　仏スイス合作　共同製作アッヴェントゥーラ・フィルム、カナル・プリュス、CNC、DFI、ヴォー州基金、ペリフェリア、テレヴィジョン・スイス＝ロマンド（TSR）、ヴェガ・フィルム
- ロベルト・スッコ Roberto Succo　2001年（協力プロデューサー）　監督セドリック・カーン　仏スイス合作　共同製作アガト・フィルム＆コンパニ、カナル・プリュス、CNC、ディアファナ・フィルム、ユリマージュ、エクス・ニーロ、フランス3シネマ、ジマージュ3、ジマージュ・デヴロプマン、テレヴィジョン・スイス＝ロマンド（TSR）、ヴェガ・フィルム
- 愛の世紀 Éloge de l'amour　2001年　監督・脚本ジャン＝リュック・ゴダール　仏スイス合作　共同製作アッヴェントゥーラ・フィルム、カナル・プリュス、レ・フィルム・アラン・サルド、ペリフェリア、テレヴィジョン・スイス＝ロマンド（TSR）、ヴェガ・フィルム、アルテ・フランス・シネマ
- ビハインド・ザ・サン Abril Despedaçado（Avril brisé） (2001（協力プロデューサー）　監督ヴァウテル・サリス　ブラジル仏スイス合作　共同製作バック・フィルム、ダン・ヴァレー・フィルム、オー・エ・クール、ヴィデオフィルム
- Brucio nel vento（Burning in the Wind）　2002年（共同プロデューサー）　監督シルヴィオ・ソルディーニ　スイス伊ジャマイカ合作　共同製作アルバキアラS.p.a、テレ・プルス、ライ・シネマフィクシオン、テレヴィジオーネ・スイス・イタリアーナ（TSI）、ヴェガ・フィルム
- Ernstfall in Havanna　2002年　監督サビーネ・ボス　スイス映画　共同製作ヴェガ・フィルム、SRG SSRイデー・スイス、テレヴィジョン・スイス（DRS）
- 見えない嘘 L'Adversaire　2002年（協力プロデューサー）　監督ニコール・ガルシア　スペイン仏スイス合作　共同製作カナル・プリュス、スイス文化局、フランス3シネマ、レ・フィルム・アラン・サルド、ポーリーヌ・エンジェル、ソフィカ・イマージュ8、テレヴィジョン・スイス＝ロマンド（TSR）、ヴェガ・フィルム、ヴェルティゴ・フィルム、ビア・ディヒタル
- Aime ton père (2002（共同プロデューサー）　監督ジャコブ・ベルジェ　スイス英仏カナダ作品　共同製作カナル・プリュス、DDプロデュクシオン、エンタープライズ・フィルムズ・リミテッド、フランス3シネマ、GMTプロデュクシオン、グレート・ブリティッシュ・フィルムズ、ローヌ＝アルプ・シネマ、スパイス・ファクトリー、トランスフィルム、テレヴィジョン・スイス＝ロマンド（TSR）、ヴェガ・フィルム
- コーラス Les Choristes　2004年（協力プロデューサー）　監督クリストフ・バラティエ　仏独スイス合作　共同製作ヴェガ・フィルム、バンク・ポピュレール・イマージュ4、CPメディエン、カナル・プリュス、CNC、ダン・ヴァレー・フィルム、フランス2シネマ、ガラテ・フィルム、ノヴォ・アルトゥーロ・フィルム、パテ・レン・プロデュクシオン、カンヌ国際映像番組祭
- Bienvenue en Suisse (2004（共同プロデューサー）　監督レア・ファゼール　仏スイス合作　製作アレナ・フィルム、アルカード、共同製作ヴェガ・フィルム、部分製作テレヴィジョン・スイス＝ロマンド（TSR）、バンク・ポピュレール・イマージュ4、コフィマージュ15、カナル・プリュス、シネ・シネマ
- アワー・ミュージック Notre musique　2004年　監督ジャン＝リュック・ゴダール　仏スイス合作　共同製作アッヴェントゥーラ・フィルム、レ・フィルム・アラン・サルド、ペリフェリア、フランス3シネマ、カナル・プリュス、テレヴィジョン・スイス＝ロマンド（TSR）、ヴェガ・フィルム
- Ferienfieber　2004年　監督ティス・リュッシャー　スイス・オランダ合作　共同製作ヴェガ・フィルム、テレヴィジョン・スイス（DRS）、ザ・カサンダー・フィルム・カンパニー
- Undercover　2005年　監督サビーネ・ボス　スイス映画　共同製作ヴェガ・フィルム、テレヴィジョン・スイス（DRS）、SRG SSRイデー・スイス、テレクラブ
- 恋いこがれる Ça brûle　2006年（協力プロデューサー）　監督クレール・シモン　フランス映画　製作マイア・フィルム、プロムナード・フィルム、協力製作ヴェガ・フィルム、共同製作テレヴィジョン・スイス＝ロマンド（TSR）、部分製作CNC、プロヴァンス＝アルプ＝コート・ダジュール地域圏
- Cannabis　2006年　スイス映画　製作ヴェガ・フィルム
- Une journée　2007年　監督ジャコブ・ベルジェ　仏スイス合作　製作ヴェガ・フィルム、アッヴェントゥーラ・フィルム、テレヴィジョン・スイス＝ロマンド（TSR）、共同製作ホワイ・ノット・プロデュクシオン

### 製作主任
- メシドール Messidor 1979年　監督アラン・タネール　仏スイス合作　共同製作アクション、シテル・フィルム、ゴーモン、テレヴィジョン・スイス＝ロマンド（TSR）
- Max Haufler, 'Der Stumme' ドキュメンタリー　1982年　監督・製作・脚本リシャール・ダンド　スイス映画　共同製作フィルムコオペラティヴ、リシャール・ダンド・プロドゥクツィオーン、テレヴィジョン・スイス（DRS）
- パッション Passion 1982年　監督ジャン＝リュック・ゴダール　仏スイス合作　共同製作フィルム・エ・ヴィデオ・コンパニ、フィルムA2、JLGフィルム、サラ・フィルム、ソニマージュ、テレヴィジョン・スイス＝ロマンド（TSR）
- ヌーヴェルヴァーグ Nouvelle vague 1990年　監督ジャン＝リュック・ゴダール　仏スイス合作　共同製作サラ・フィルム、ペリフェリア、カナル・プリュス、ヴェガ・フィルム、アンテーヌ2、テレヴィジョン・スイス＝ロマンド（TSR）、CNC、アンヴェスティマージュ